# Berna Reale
Berna Reale (Belém, 1965) é uma artista visual brasileira e perita criminal do Centro de Perícias Científicas do Estado do Pará. Por meio do uso de seu corpo em performances e instalações, propõe reflexão sobre o momento sociopolítico contemporâneo com especial ênfase na temática da violência. Reale estudou arte na Universidade Federal do Pará (UFPA) e participou de diferentes exposições (individuais e coletivas) no Brasil e também em outros países, como Alemanha, Portugal, Itália e Inglaterra. Integrou a representação brasileira na 56a Bienal de Veneza, realizada em 2015.

## Exposições

### Individuais[4]
- 56a Bienal de Veneza (Itália, 2015) - "É tanta coisa que nem cabe aqui";[5]
- Bienal de Fotografia de Liège (Bélgica, 2006);
- Bienal de Cerveira (Portugal, 2005);
- FotoBienalMasp (MASP, São Paulo, 2013);
- “Bi“ (Galeria Nara Roesler, Nova York, 2019),
- “Vapor” (Galeria Millan, São Paulo, 2014);
- “Vazio de Nós” (Museu de Arte do Rio, Rio de Janeiro, 2014).

### Coletivas[4]
- “Singularidades/Anotações – Rumos Artes Visuais 1998-2013” (Itaú Cultural, São Paulo, 2014);
- “Amazônia – Ciclos da Modernidade” (Centro Cultural Banco do Brasil, Rio de Janeiro, 2012);
- "From the margin to the edge" (Somerset House, Londres, Inglaterra, 2012).